# Distrito fitogeográfico pampeano austral

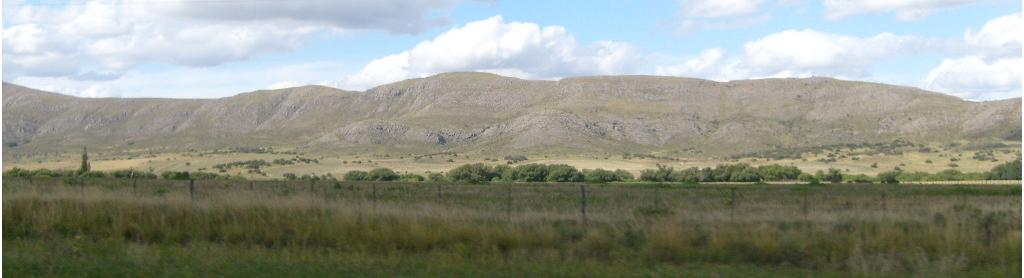
Panorámica del sistema de Pillahuincó en el sistema de Ventania.

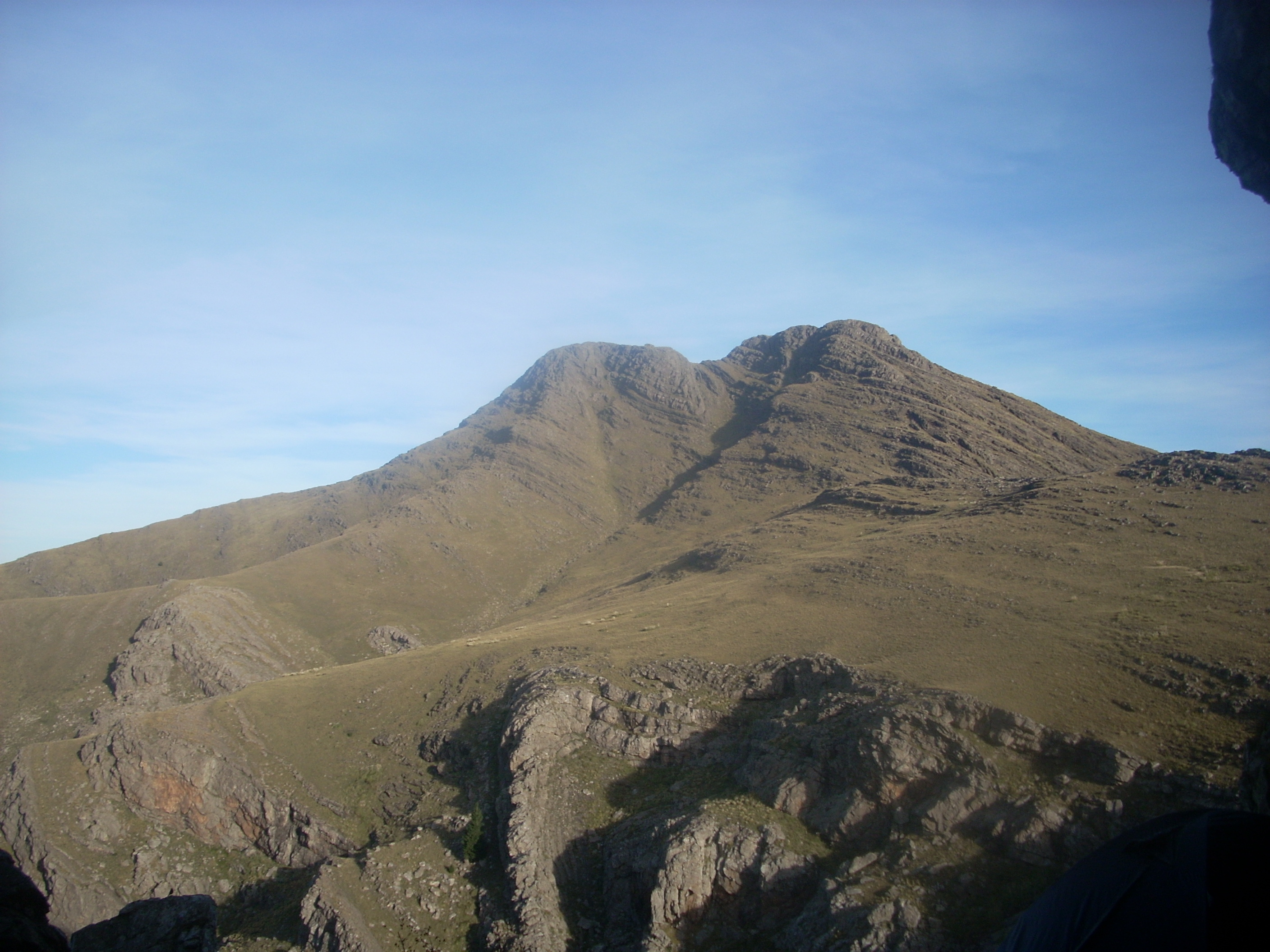
Cerro Tres Picos, con pastizal típico de la sierra de la Ventana.

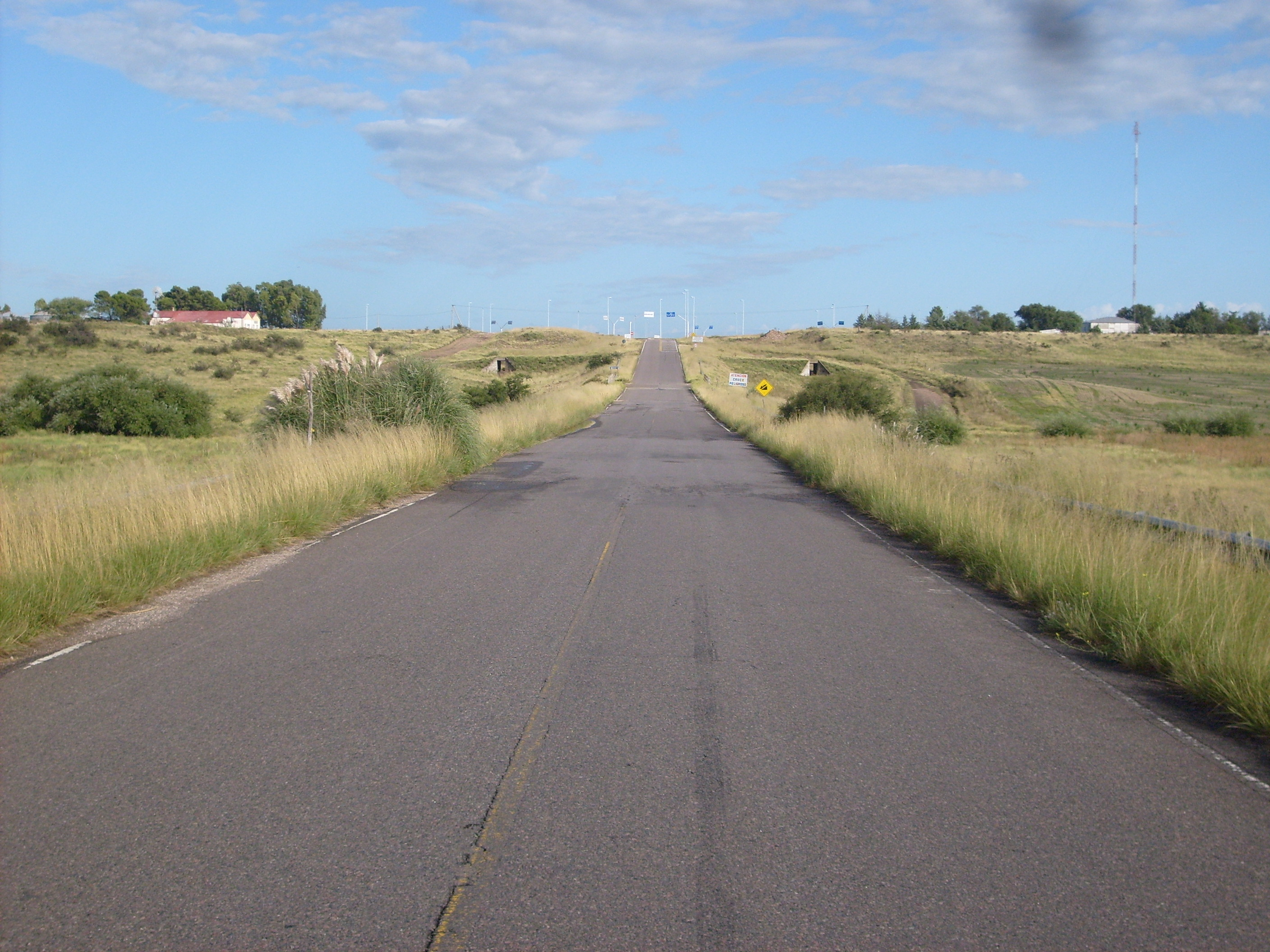
Paraje Frapal, sobre la Ruta provincial 72, en el bonaerense partido-municipio de Coronel Pringles, Argentina. Muestra a los lados de la ruta vegetación característica del Distrito fitogeográfico Pampeano Austral.

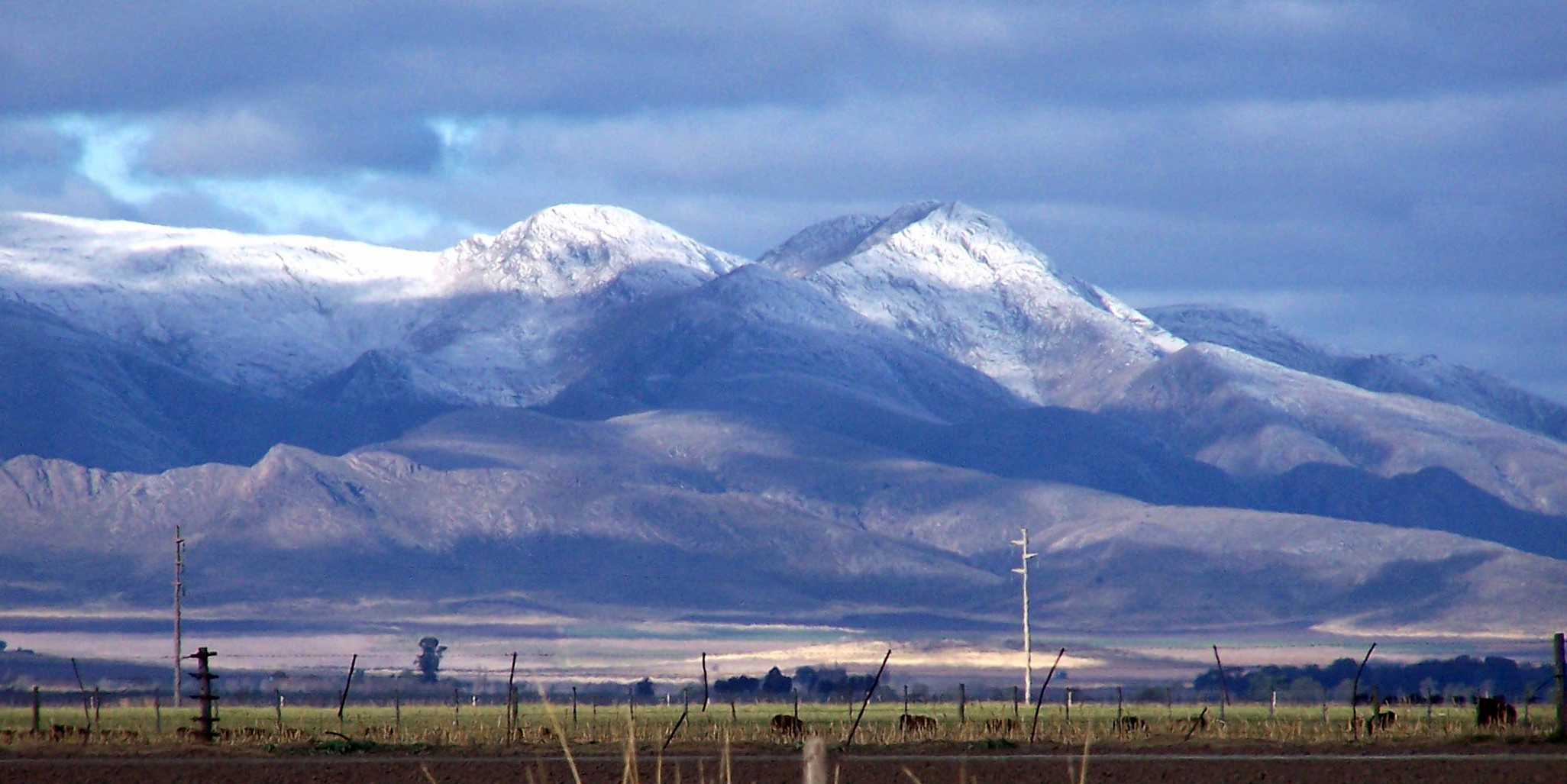
Pastizal en la sierra de la Ventana luego de una nevada.

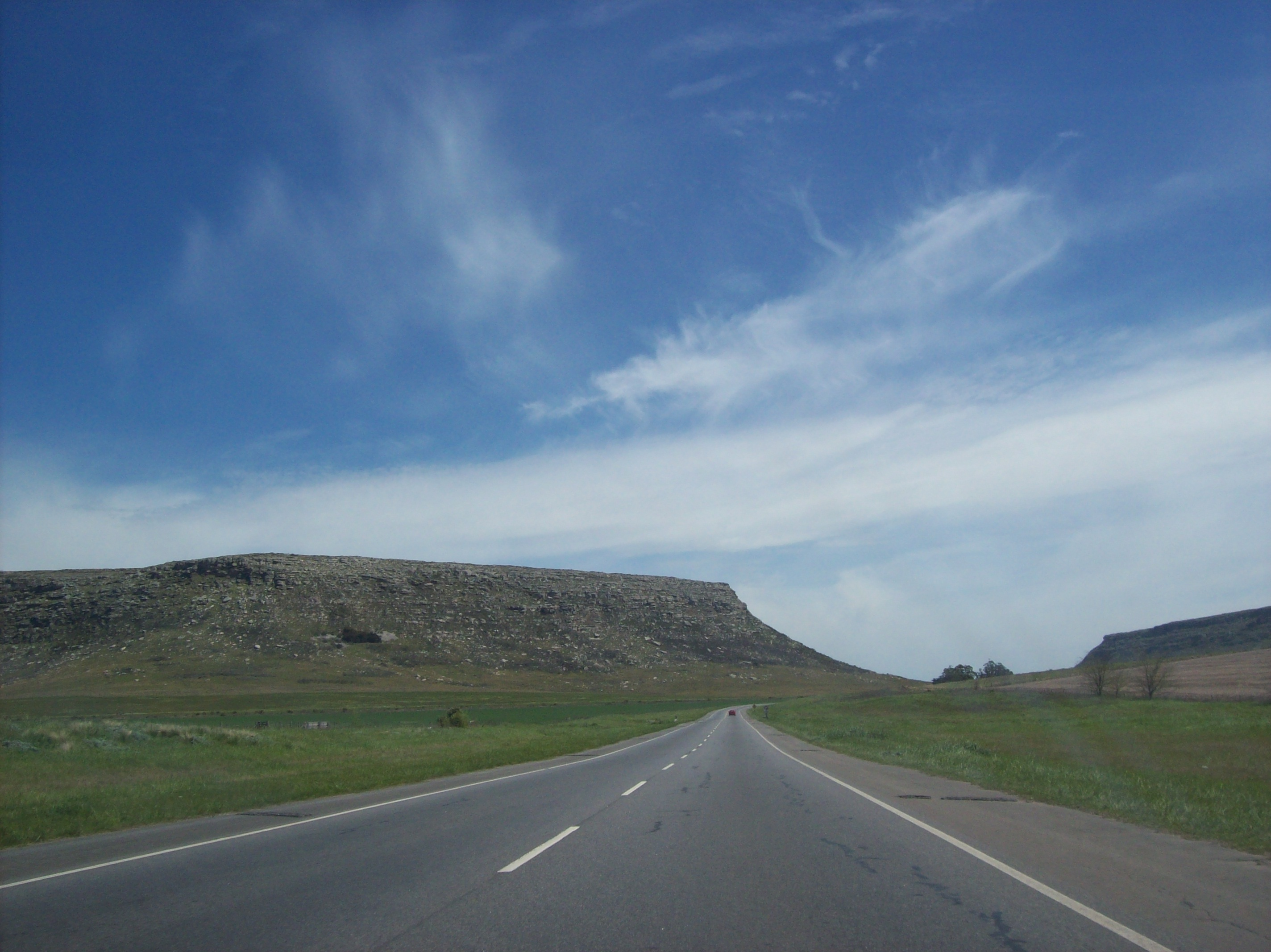
La Ruta Nacional 226 rodeada de sierras del Sistema de Tandilia en Puerta del Abra, partido-municipio de Balcarce.

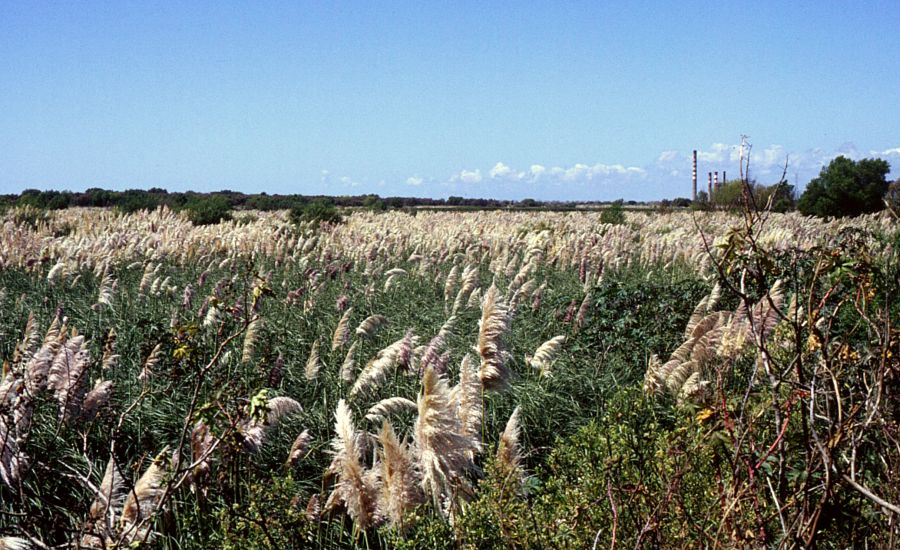
La Cortaderia selloana ("cola de zorro") es una gramínea característica de esta formación.

El distrito fitogeográfico pampeano austral es una de las secciones en que se divide la provincia fitogeográfica pampeana. Se sitúa en llanuras del centro-este de la Argentina, una región de pastizales salpicados de lagunas, arroyos, y cordones serranos. Incluye formaciones de estepas y praderas, en su mayor parte.

## Sinonimia
Se lo conoce asimismo como Distrito fitogeográfico Pampeano Petrofítico, Distrito fitogeográfico Pampeano Napostaense, y en el contexto de la Provincia fitogeográfica es también llamado Formación de las Pampas, Formación de la Pampa, Pradera Pampeana, Pastizal Pampeano, Estepa Pampeana, Pampa, Plana Bonariense, Provincia Bonariense.

## Distribución
Este distrito fitogeográfico se ubica sobre las llanuras orientales de la Argentina, siendo exclusivo de lo que actualmente es parte del centro-sur del interior de la Provincia de Buenos Aires. Cubre desde el pedemonte norte de los cordones serranos del sistema de Tandilia, situados en forma diagonal desde Olavarría, pasando por Azul, Tandil y Balcarce, hasta concluir en Mar del Plata; así como hasta los alrededores de Bahía Blanca, incluyéndose el sistema de Ventania y su zona circundanre. Hacia el sur contacta con las costas del mar Argentino y el océano Atlántico. 
Las altitudes van desde el nivel del mar hasta los 1243 m s. n. m.

## Afinidades florísticas
Este distrito fitogeográfico guarda estrecha relación con las abras del distrito fitogeográfico del caldén de la provincia fitogeográfica del espinal, con quien se funde ecotonalmente hacia el oeste. También repite muchos elementos del distrito fitogeográfico pampeano oriental y el distrito fitogeográfico pampeano occidental de la misma provincia fitogeográfica pampeana, mientras que otros son de origen patagónico o andino, especialmente interesantes son las poblaciones alopátricas de especies de ese origen presentes en las cumbres del sistema de Ventania. 
Al ser su constitución de origen reciente, sobre el distrito han avanzado elementos de las regiones fitogeográficas vecinas, amalgamándose en un campo propicio para su expansión, lo que generó una diversificación en muchos géneros, aunque carece de endemismos de importancia.

## Características
Este distrito fitogeográfico se caracteriza por presentar una total ausencia de especies arbóreas. La comunidad climáxica es la estepa o pseudoestepa de gramíneas, de una altura de alrededor de 60 a 100 cm, la cual se ve modificada principalmente en función de las variaciones del suelo y clima, especialmente la disminución de las precipitaciones de nordeste a sudoeste. Posee dos descansos anuales, uno en el invierno y otro en el estío. 
En cada una de las estaciones desfavorables, la parte aérea se seca, pero las matas mantienen renuevos en sus bases, listas para volver a recomponer la estructura perdida cuando las condiciones sean favorables. Si el invierno no fue crudo, la vegetación funciona como sabana, con sólo un descanso, estival. Si los veranos son lluviosos, la vegetación funciona como pradera, con sólo un descanso, invernal.
Las Poáceas son acompañadas otras herbáceas y, en algunos sectores, por sufrútices o pequeños arbustos; solo en los sistemas serranos estos últimos logran mayor porte y variedad. Exceptuando en dichos cordones, faltan las leñosas y algunas familias características de América del Sur, por ejemplo las Bromeliaceae y las Cactaceae. Dominan los hemicriptófitos cespitosos. La mayor parte de los componentes tienen características de xerofilia, la que es más frecuente y acentuada hacia el sur y el oeste.
Cambios no climáxicos generan penetraciones de vegetación no pampeana, en especial en las costas de ríos y arroyos, en las barrancas del oeste, en los cordones dunícolas australes, y en los sistemas serranos. También presenta comunidades edáficas propias, en las cadenas de dunas litorales, formaciones serranas, humedales, sectores halófitos, etc. 
Dada la fertilidad del terreno, este distrito fitogeográfico ha sido históricamente alterado en forma intensiva, especialmente por la agricultura, y la ganadería. Entre los cultivos de verano sobresalen los de soja (Glycine max), sorgo (Sorghum bicolor), girasol (Helianthus annuus), y maíz (Zea mays). Entre los cultivos de invierno destaca particularmente el trigo (Triticum aestivum), aunque también son importantes los de cebada (Hordeum vulgare), avena (Avena sativa), alpiste (Phalaris canariensis), colza (Brassica napus), y centeno (Secale cereale). 
Son muy escasos los sectores no afectados y que mantienen aún su vegetación prístina, generalmente junto a vías férreas o caminos, por lo que la real composición de la vegetación en muchas áreas sólo fue posible definirla con cierto grado de conjetura, siendo imposible aseguran que aún en los relictos se observe fielmente la vegetación pampeana original. Los sectores agropecuariamente más marginales en el sudoeste, por ser los de menores precipitaciones, y los de suelos de inferior calidad, como los de los cordones serranos y dunícolas, han sido comparativamente menos modificados.

## Suelos
Sus suelos se originan en el rellenado eólico de una gran fosa de hundimiento tectónico.
Los suelos en general se presentan con horizontes subsuperficiales arcillosos, y superficiales pardos o negros, de texturas finas, con limos típicos del loess pampeano, ricos, semiprofundos, fértiles, con altos contenidos de materia orgánica y nutrientes; son clasificados como molisoles, poseyendo excelente aptitud agrícola lo que, junto a la proximidad a los grandes puertos, ha motivado su aprovechamiento, desarrollándose en ellos una de las mayores áreas productivas en el mundo, perdiéndose con ello el conjunto florístico original casi por completo.
Es frecuente que en algunos sectores presentes una capa de tosca a poca profundidad, la cual limita su condición agrícola. 
En el suroeste en cambio son de una gradación granulométrica mayor, con texturas arenosas e incluso con algunos médanos fósiles, lo que genera limitaciones locales por su menor capacidad de retención de agua. En el pedemonte de las sierras, bajo una delgada capa fértil, existe una gruesa capa de tosca o calcáreo. En los cordones serranos se encuentran suelos esqueléticos, de rocas cristalinas o areniscas.
En el sur, ribeteando las costas del mar Argentino, se ubica una franja de ancho variable compuesta de médanos tanto fósiles —los ubicados hacia el interior—, como vivos —los más próximos a la ribera marítima—. Sus suelos presentan las características de los del tipo psammofítico: una gradación granulométrica alta generada por texturas arenosas en todo el perfil lo que redunda en limitaciones por su menor capacidad de retención de agua, sumadas al hecho de ser muy pobres en contenidos de materia orgánica y fertilidad. Al crear dichos cordones dunícolas una barrera al drenaje fluvial, se han formado algunas lagunas.

## Relieve
El relieve mayoritariamente es levemente ondulado. En el sector sudoeste, y bordeano el distrito por el norte, cortan el horizonte algunas sierras de pocos cientos de metros en las norteñas, y de hasta 1243 m s. n. m. en las australes, las que crean hábitats para plantas rupícolas endémicas.
El primer sistema es el de Tandilia, formado por sierras bajas y aisladas; culmina en el cerro La Juanita de 524 m s. n. m.
En segundo de ellos es el de Ventania, dividido a su vez en dos. El primero es Ventania occidental, con las sierras de Puán, Curamalal y Ventana, el cual tiene como pico culminante al cerro Tres Picos de 1243 m s. n. m. El segundo es Ventania oriental, más bajo y formado por las sierras de Las Tunas y Pillahuincó.

## Clima
El clima es templado-frío, con veranos templado-cálidos. Las temperaturas medias anuales varían de 13,5 °C en las zonas serras y en la llanura interserrana alrededor de 14 °C.
El tipo climático más característico es el Pampeano típico, encontrándose el sector sudeste bajo el Pampeano marítimo, y en la región del sistema serrano de Ventania se presenta el Pampeano helador. En la zona cercana a Mar del Plata, se encuentra el clima Marítimo cálido.
Las precipitaciones se encuentran distribuidas durante todo el año, aunque son más intensas en las estaciones transicionales, siendo en general insuficientes durante el verano y escasas en el invierno. Disminuyen desde los 950 mm en el nordeste hasta los 650 mm anuales aproximadamente en el sudoeste. 
Las heladas invernales se presentan en toda la región, siendo intensas en los sectores serranos; en ellos suele nevar casi todos los inviernos, siendo más escasa en la llanura interserrana.

## Especies principales
La comunidad climáxica de este distrito es la estepa o pseudoestepa de gramíneas, denominada localmente: flechillar. El género más destacado es Stipa, con grandes matas que dejan terreno desnudo entre ellas, durante buena parte del año. Los principales taxones de Poáceas son: Stipa trichotoma, Stipa ambigua, Stipa neesiana, Stipa dusenii, Stipa tenuissima, Stipa caudata, Stipa clarazii, Stipa hypogona, Stipa brachychaeta, Stipa filiculmis, Piptochaetium napostaense, Piptochaetium montevidense, Piptochaetium cabrerae, Piptochaetium lejopodum, Melica macra, Melica bonariensis, Bromus unioloides, Briza subaristata,Bouteloua megapotamica, Poa ligularis, Poa bonariensis, etc. 
Entre los sufrútices y herbáceas nogramíneas acompañantes encontramos: Sphaeralcea australis, Micropsis australis—ambas endémicas del distrito—, Oxalis cordobensis, Senecio, Solanum gracile, Chaptalia, Baccharis ulicina, Baccharis coridifolia, Glandularia peruviana, Glandularia pulchella, etc.

### Endemismos
Este distrito es particularmente rico en endemismos.
Endemismos estrictos de ambos sistemas serranos
Entre otros, se encuentra: Poa iridifolia.
Endemismos estrictos de Tandilia
Entre otros, se encuentran: Baccharis tandilensis, Hieracium tandilense, Senecio tandilensis, Senecio bravensis, etc.
Endemismos estrictos de Ventania
Entre otros, se encuentran: Mostacillastrum ventanense, Plantago bismarckii, Bromus bonaeriensis, Festuca pampeana, Festuca ventanicola, Koeleria ventanicola, Nassella curamalalensis, Nassella ventanicola, etc.

### Comunidades edáficas
Se presentan algunas comunidades edáficas o serales: estepas sammófilas, estepas rupícolas, estepas halófitas, juncales, etc. 

#### Estepa sammófila
Se sitúa en los cordones dunícolas australes junto a las costas del mar Argentino del océano Atlántico, desde el sur de Mar del Plata; hasta los alrededores de Bahía Blanca, y en sectores del interior, en especial en el oeste. Se componen de médanos tanto fósiles —los ubicados hacia el interior—, como vivos —los más próximos a la ribera marítima—. 
La vegetación dominante es una estepa sammófila integrada por el olivillo (Hyalis argentea), Sporobolus rigens, Panicum urvilleanum, etc. 

#### Pajonales de paja colorada
Se ubican en laderas húmedas de los cordones serranos y en campos inundables. La especie dominante es la paja colorada (Paspalum quadrifarium).

#### Matorrales
Matorrales de curro
Conocidos localmente como currales, se ubicaban en los suelos más adecuados para el cultivo de la papa, por lo que han sufrido su total reconversión, perdiéndose en su totalidad esta comunidad, incluso en una reserva creada específicamente para su conservación, junto a la laguna de los Padres. Se conservan fotografías y estudios florísticos efectuados en los relictos que aún se mantenían en pie.
La especie dominante era el curro (Colletia paradoxa), un intrincado y espinoso arbusto de 2 a 4 metros de alto con ramaje que llegaba hasta el piso. Lo acompañaban el duraznillo negro (Cestrum parqui), Dodonaea viscosa, Baccharis coridifolia, Buddleja thyrsoides, etc. Entre los arbustos, se presenta un pastizal de Stipa caudata, Poa bonariensis, 
Matorrales de chilca
Cubre a la manera de faja las laderas de los cordones serranos del sistema de Tandilia, desde Olavarría, pasando por Azul, Tandil, Balcarce, concluyendo en Mar del Plata.
Dominan los arbustos, entre los que se encuentran las chilcas (Baccharis tandilensis y Baccharis articulata), la brusquilla (Discaria longispina), Mimosa tandilensis, Senecio bravensis, Grindelia buphthalmoides, etc. 
Acompañan también algunas gramíneas, hierbas, y sufrúctices: Senecio pulcher, Plantago brasiliensis var. tandilensis, Grindelia chiloensis, Sommerfeldtia spinulosa, Achyrocline satureioides, Stipa neesiana, Stipa latissimifolia, Stipa juncoides, Poa iridifolia, Blechnum auriculatum, Polystichum mohrioides, etc. 
Matorrales de brusquilla
Es característico de laderas del sistema de Ventania. Es una formación arbustiva dominada por la brusquilla (Discaria longispina). Las ramas y rocas están cubiertas por líquenes, entre los que destacan Usnea hieronymi, y las especies del género Caloplaca. Entre los arbustos y sufrúctices acompañantes, muchos de ellos endémicos, se encuentran las chilcas (Baccharis crispa y Baccharis articulata), Gaultheria phillyreifolia, Croton parvifolius, Wedelia buphthalmiflora, Plantago bismarckii, Senecio ventanensis, Eupatorium buniifolium, Grindelia buphthalmoides, Hysterionica pinifolia, Margyricarpus pinnatus, Mimosa rocae, etc.
En los claros o entre estos, crecen varias especies de gramíneas y otras hierbas, muchas de ellas endémicas: Melica macra, Stipa pampeana, Stipa juncoides, Poa ligularis, Poa iridifolia, Festuca ventanicola, Festuca pampeana, Adesmia pampeana, etc. Destacan, además, varios géneros de cactáceas.

## Subdistritos fitogeográficos
Con algunas dificultades causadas por la destrucción de la vegetación prístina, a este Distrito fitogeográfico es posible subdividirlo en algunos Subdistritos fitogeográficos:
Subdistrito fitogeográfico Pampeano Napostaense
Subdistrito fitogeográfico Pampeano Sammofítico
Subdistrito fitogeográfico Pampeano Interserrano
Subdistrito fitogeográfico Pampeano Petrofítico
Es el correspondiente a la vegetación de las sierras de Ventania y Tandilia. Estos cordones serranos rodeados de llanuras por cientos de kilómetros actúan como verdaderas “islas continentales” o “trampas” en las pampas. Según la hipótesis de los refugios pleistocénicos causados por las glaciaciones y los grandes cambios terciarios (orogénesis, clima, transgresiones marinas), se concluye que sus componentes arribaron a ellas a través de la migración a distancia desde las áreas subtropicales del noroeste y noreste, y desde los bosques templados australes. 
Se considera una entrada más reciente para los taxones australes, empleando refugios pampeano-patagónicos, mientras que posee una mayor antigüedad la llegada de los taxones de origen andino y austrobrasileño, dispersándose a lo largo de las rutas serranas. En estas últimas, Tandilia y Ventania serían estaciones intermedias. Existe una mayor afinidad florística austral y noroeste con Ventania; mientras que Tandilia la posee con el noreste. 
En las áreas serranas del interior bonaerense crecen 24 géneros y 37 taxones de flora pteridofítica, aunque no presenta endemismos. En cuanto a las Asteraceae, en el sistema de Ventania se han detectado entre nativas y adventicias 133 especies, de las cuales casi el 9% son endémismos de ese cordón serrano.